# Inderita
La inderita és un mineral de la classe dels borats que rep el seu nom del lloc on va ser descoberta l'any 1937, a prop el llac Inder, al Kazakhstan. Pertany i dona nom al grup de la inderita de minerals.

## Característiques
La inderita és un mineral borat de magnesi, amb fórmula MgB₃O₃(OH)₅·5H₂O. Cristal·litza en el sistema monoclínic. La seva duresa és de 3 a l'escala de Mohs, la mateixa que la de la calcita. És de color blanc o rosat, i la seva ratlla és blanca. És un mineral dimorf de la kurnakovita.
Segons la classificació de Nickel-Strunz, la inderita pertany a «06.C - Nesotriborats» juntament amb els següents minerals: ameghinita, kurnakovita, inderborita, meyerhofferita, inyoïta, solongoïta, peprossiïta-(Ce), nifontovita i olshanskyita.

## Formació i jaciments
La inderita és un mineral relativament rar com mineral primari en dipòsits lacustres de borats. Es troba associada a hidroboracita als dipòsits d'Inder (Kazakhstan), a la kurnakovita al jaciment de Sarikaya (Turquia) i a bòrax, ulexita, orpiment i realgar a Boron (Califòrnia, Estats Units).

## Grup de la inderita
El grup de la inderita, el qual agrupa els borats magnèsic-càlcics hidratats, està format per sis espècies. Dues d'aquestes espècies, la inderita i la kurnakovita, són polimorfes, és a dir, comparteixen la mateixa fórmula química però cristal·litzen en un sistema diferent: mentre que la inderita cristal·litza en el sistema monoclínic, la kurnakovita ho fa en el sistema triclínic.
| Espècie        | Fórmula             |
| -------------- | ------------------- |
| Inderborita    | CaMg(H₃B₃O₇)₂·8H₂O  |
| Inderita       | MgB₃O₃(OH)₅·5H₂O    |
| Inyoïta        | Ca(H₄B₃O₇)(OH)·4H₂O |
| Kurnakovita    | MgB₃O₃(OH)₅·5H₂O    |
| Meyerhofferita | Ca₂(H₃B₃O₇)₂·4H₂O   |
| Solongoïta     | Ca₂(H₃B₃O₇)(OH)Cl   |